# Fiedlérite
La fiedlérite est une espèce minérale extrêmement rare, composée de chlorure de plomb de formule Pb3Cl4F(OH)H2O.

## Historique de la description et appellations

### Inventeur et étymologie
La fiedlérite fut décrite par le minéralogiste Gerhard vom Rath en 1887. Elle est dédiée à l'ingénieur allemand Karl Gustav Fiedler (1791-1853), ancien directeur des mines du Laurion en 1835.

### Topotype
Le topotype se trouve dans les anciennes scories de plomb du Laurion, Attique, en Grèce.

## Caractéristiques physico-chimiques

### Critères de détermination
D'éclat amadantin et transparente, la fiedlérite forme des cristaux incolores ou blanchâtres biréfringents. Son habitus est lamellaire, tabulaire sur {100} et allongé selon la direction [010]. Elle présente un clivage distinct sur {001} et {100} et est souvent maclée sur {100}.
Sa dureté est faible (3,5 sur l'échelle de Mohs), entre celles de la calcite et de la fluorine. Sa cassure est conchoïdale, son trait est blanc.

### Cristallographie
Il existe deux polytypes :
- la fiedlérite-1A cristallise dans le système cristallin triclinique, de groupe d'espace P1 (Z = 2 unités formulaires par maille conventionnelle) et de classe cristalline pinacoïdale :
  - paramètres de maille : {\displaystyle a=}8,574 Å, {\displaystyle b=}8,045 Å, {\displaystyle c=}7,276 Å, α=89,96°, β=102,05°, γ=103,45° (volume de la maille V=477,36 Å3) ;
  - masse volumique calculée : 5,68 g/cm3 ;
- la fiedlérite-2M cristallise dans le système cristallin monoclinique, de groupe d'espace P21/a (Z = 4) et de classe cristalline prismatique :
  - paramètres de maille : {\displaystyle a=}16,681 Å, {\displaystyle b=}8,043 Å, {\displaystyle c=}7,281 Å, β=102,56° (V=953,48 Å3) ;
  - masse volumique calculée : 5,67 g/cm3.

Dans les deux polytypes, les cations Pb2+ occupent trois sites non-équivalents d'environnements différents :
- Pb1 en coordination (6+1+1) d'anions Cl−, F− et O2− : les anions Cl− forment un prisme trigonal déformé, avec les anions F− et O2− sur deux des côtés : groupes PbCl6FO ;
- Pb2 en coordination (5+1+3) de Cl−, F− et O2− : groupes PbCl5FO3 ;
- Pb3 en coordination (5+1+2) de Cl−, F− et O2−, formant un antiprisme tétragonal déformé : groupes PbCl5FO2.

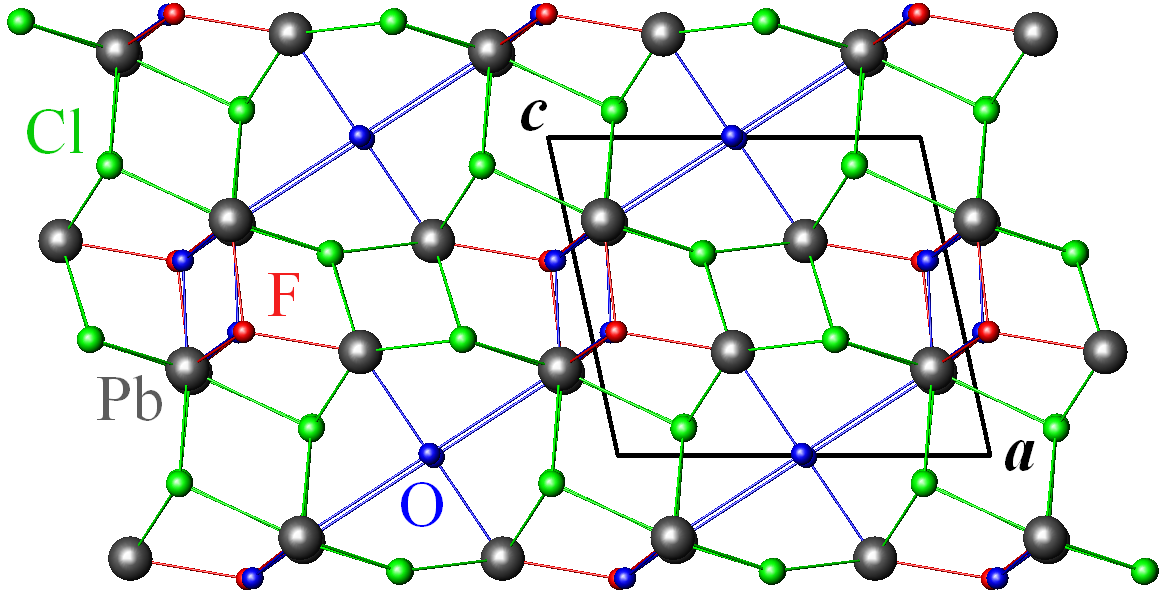
Structure de la fiedlérite-1A[5], projetée le long de la direction b. Gris : Pb, vert : Cl, rouge : F, bleu : O. Les atomes d'hydrogène ne sont pas représentés. Le parallélépipède noir représente la maille conventionnelle.
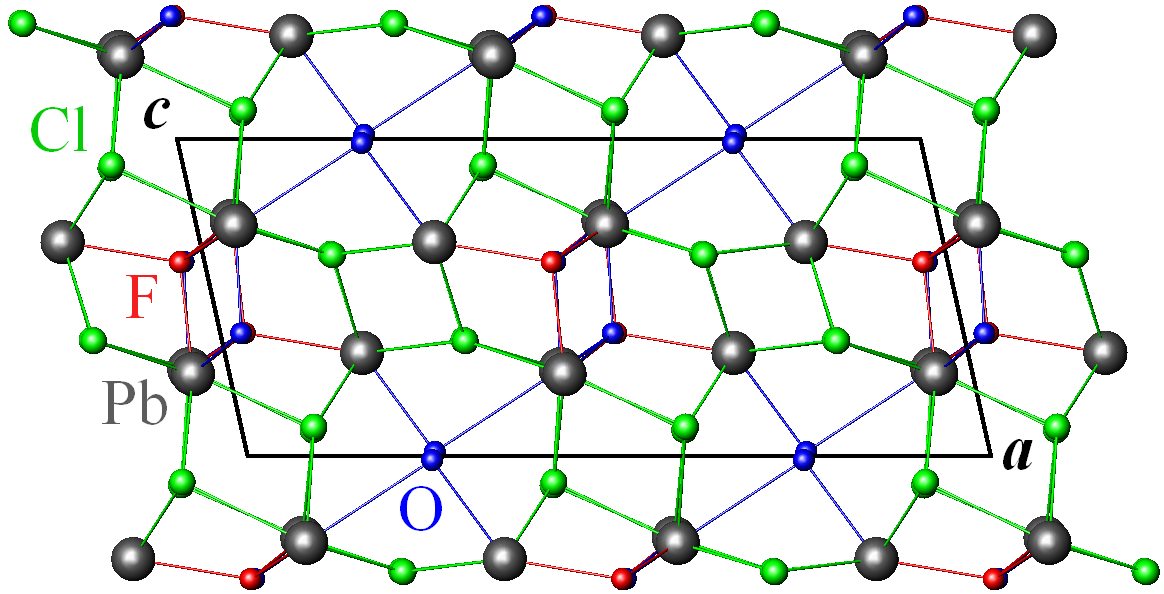
Structure de la fiedlérite-2M[5], projetée le long de la direction b. Gris : Pb, vert : Cl, rouge : F, bleu : O. Les atomes d'hydrogène ne sont pas représentés. Le parallélépipède noir représente la maille conventionnelle.

## Gîtes et gisements

### Gîtologie et minéraux associés
La fiedlérite est un minéral secondaire provenant de l’activité d’anciennes fonderies, dans ce cas précis il s’agit de l’action de l’eau de mer sur des scories de plomb.
Elle peut être trouvée associée à plusieurs autres minéraux :
- anglésite ;
- cérusite ;
- laurionite ;
- paralaurionite ;
- penfieldite ;
- phosgénite.

### Gisements producteurs de specimens remarquables
- Afrique-du-sud

Argent, Gauteng Province
- Allemagne

Zeche Christian-Levin, Essen, Ruhr-Kohlerevier, Rhénanie-du-Nord-Westphalie
- Italie

Baratti (gisement de scorie), Piombino, Livourne, Toscane
- Grèce

Le district minier antique du Laurion (topotype) compte près de dix occurrences : Agios Nikolaos, le port, Oxygon, Panormos, Passa Limani, Sounion, la baie de Thorikos, Tourkolimanon et Vrissaki.